# Laubegg (Hütten)
Die Laubegg ist ein markanter Moränenhügel des Zimmerbergs nahe dem Hüttnersee im Kanton Zürich, Schweiz.

## Lage

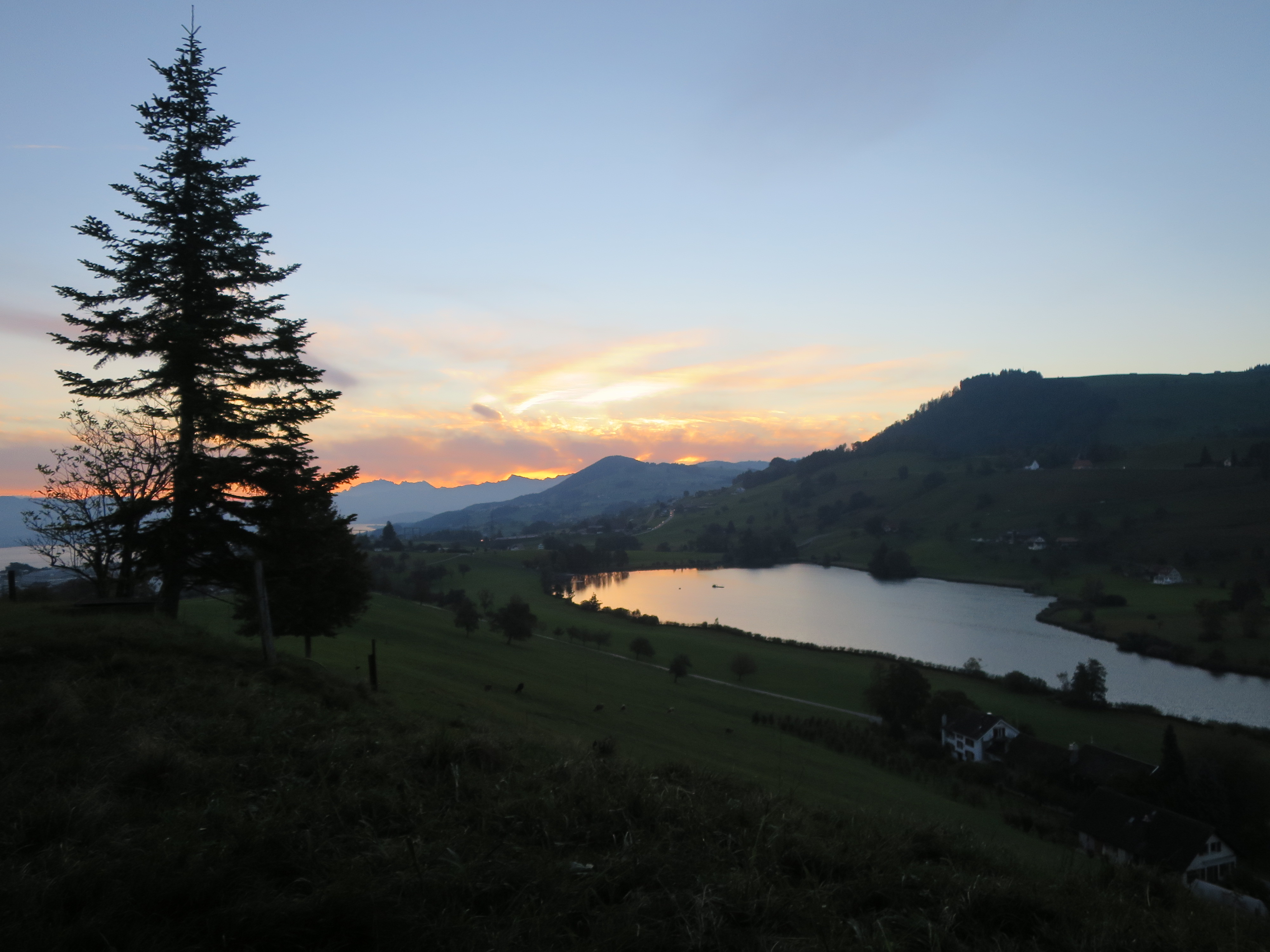
Aussicht von der Laubegg

Der Hügel erhebt sich zwischen den Ortschaften Schönenberg, Samstagern und dem Hüttnersee. Er ist Teil des an Moränen und Drumlins reichen glazial geprägten Gebietes zwischen Höhronen und Albis. Er entstand während des Rückzugs des Linth-Gletschers am Ende der Würm-Eiszeit (ca. 13‘000 Jahre v. Chr.) und ermöglichte die Aufstauung eines Gletscherzungensees – des heutigen Hüttnersees.  Besonders die Nordostflanke gegen Samstagern fällt steil um 120 Meter ab. Auch zum Talkessel des Hüttnersees fällt das Gelände um 95 Meter steil ab, während der Hügel auf der Südwestseite zum Weiler Segel hin nur geringfügig abfällt.
Die exponierte Lage des Hügels erlaubt eine Fernsicht, die vom Lindenberg über Albis, Zürichsee, Säntis und Etzel bis zum Rinderweidhorn reicht. Im Südosten liegen der Hüttnersee mit der Ortschaft Hütten und dem Höhronen, zu dem die Laubegg ungefähr parallel verläuft.
Über die Laubegg verläuft die Gemeindegrenze von Richterswil und Wädenswil.

## Geschichte

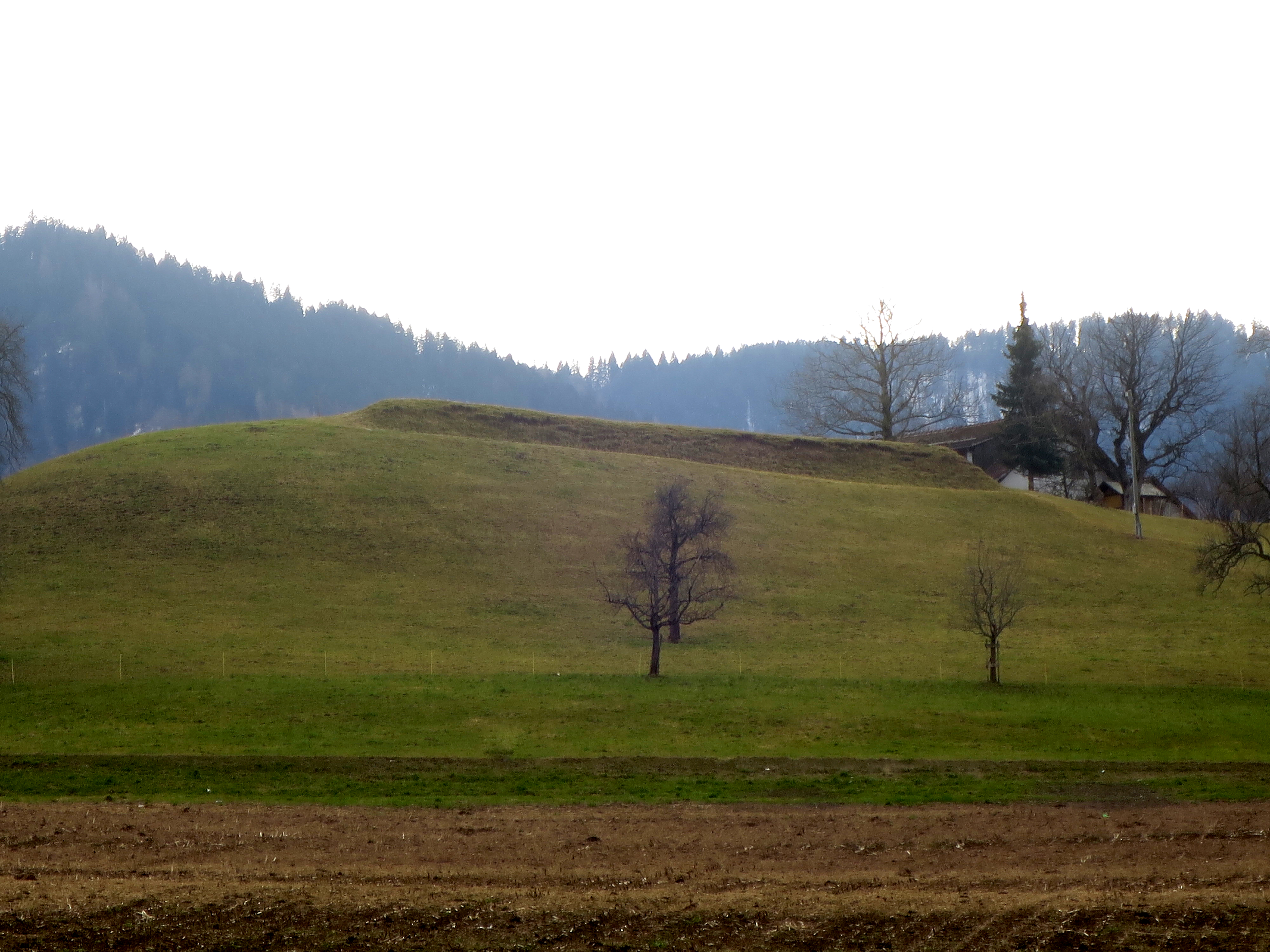
Die Bellenschanze

Der Hof auf der (Unteren) Laubegg wurde bereits 1278 schriftlich erwähnt. Damals bebaute der Lehenbauer Johannes Münch die Ländereien. Im Verlauf des Mittelalters besassen die Fraumünsterabtei und das Spital Zürich, das Kloster Wettingen und die Freiherren von Wädenswil, sowie ab 1287 ihre Rechtsnachfolgerin, die Johanniterkomturei Wädenswil, Güter auf der Laubegg. Mit dem Verkauf der Herrschaft Wädenswil durch die Johanniterkomturei an die Stadt Zürich wurde die Laubegg um 1550 zum Lehenshof der Landvogtei Wädenswil.
Dem Hügel kam aufgrund seiner exponierten Lage strategische Bedeutung zu, besonders in der Frühen Neuzeit, als die nahe territoriale und konfessionelle Grenze zwischen dem reformierten Zürich und der römisch-katholischen Zentralschweiz mit den Ständen Schwyz und Zug militärisch bedeutsam war. Auf einem Ausläufer der Laubegg baute Zürich kurz vor dem Ersten Villmergerkrieg 1656 die Bellenschanze und auf dem Rundhöcker Wolfbühl (745 m ü. M.) unweit der Laubegg eine weitere Schanze. Diese Festungswerke waren Teil einer ganzen Kette von Schanzen entlang der Schwyzer und Zuger Grenze. Während der Koalitionskriege lagerten 1799 österreichische Truppen auf der Laubegg.
Während sich der Hof Untere Laubegg am Fusse des Hügels als barockes Ensemble präsentiert, wurde die Obere Laubegg auf der Krete des Hügels erst in jüngerer Vergangenheit besiedelt. Das markante Hauptgebäude im Schweizer Holzstil wurde im Jahr 1900 erbaut.

## Siedlungen
Knapp unterhalb der Hügelkuppe befindet sich an steilem Gelände der Weiler Obere Laubegg. Die Untere Laubegg liegt auf 713 m ü. M. auf einer kleinen Geländeterrasse im Nordwesten. Über die Krete verläuft eine Strasse, die den Weiler Segel (745 m ü. M.) bei Hütten mit dem Weiler Seeli (670 m ü. M.) unweit des Hüttnersees verbindet.

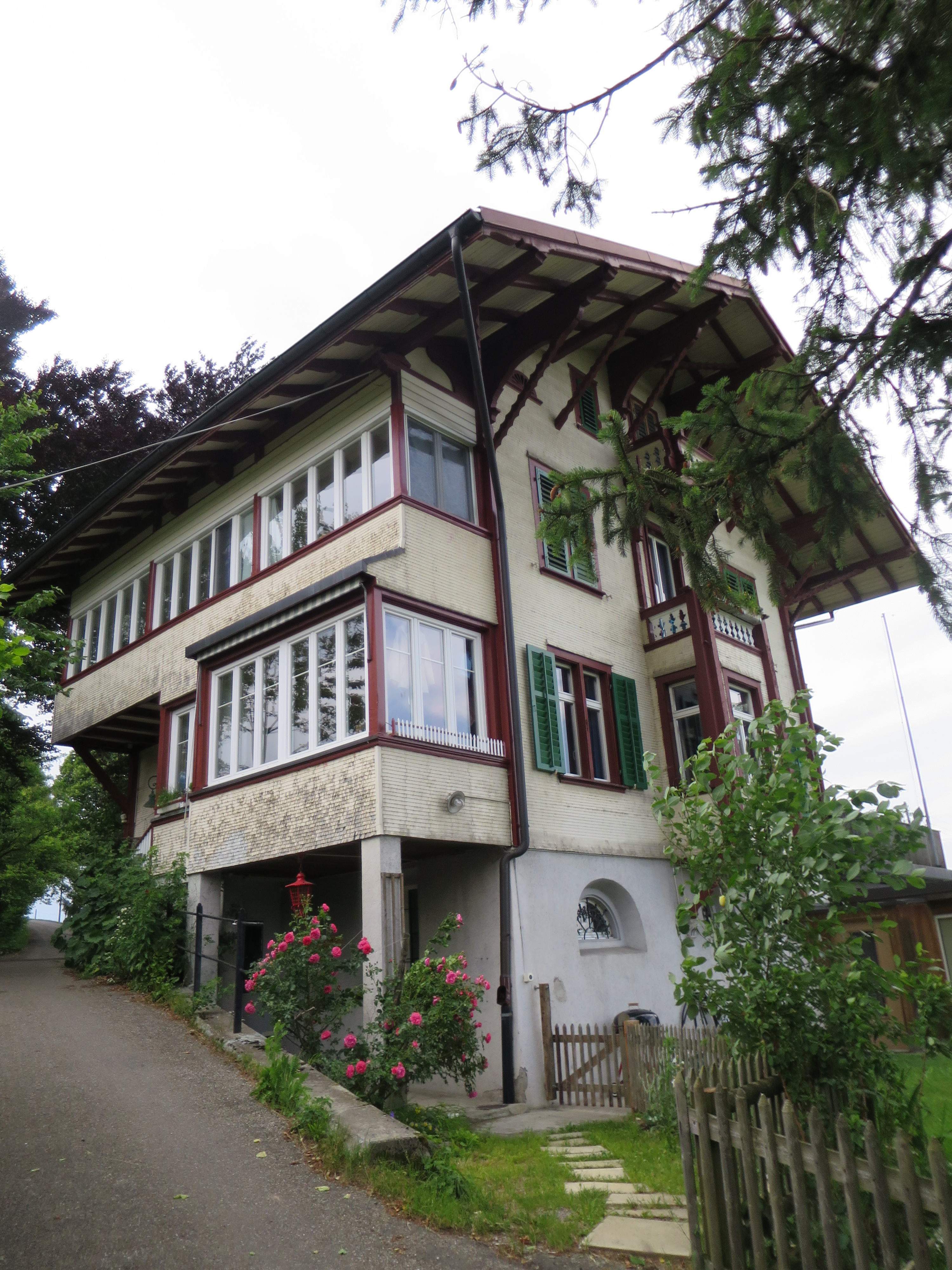
Haus in der Oberen Laubegg im Schweizer Holzstil an der steilen Westflanke
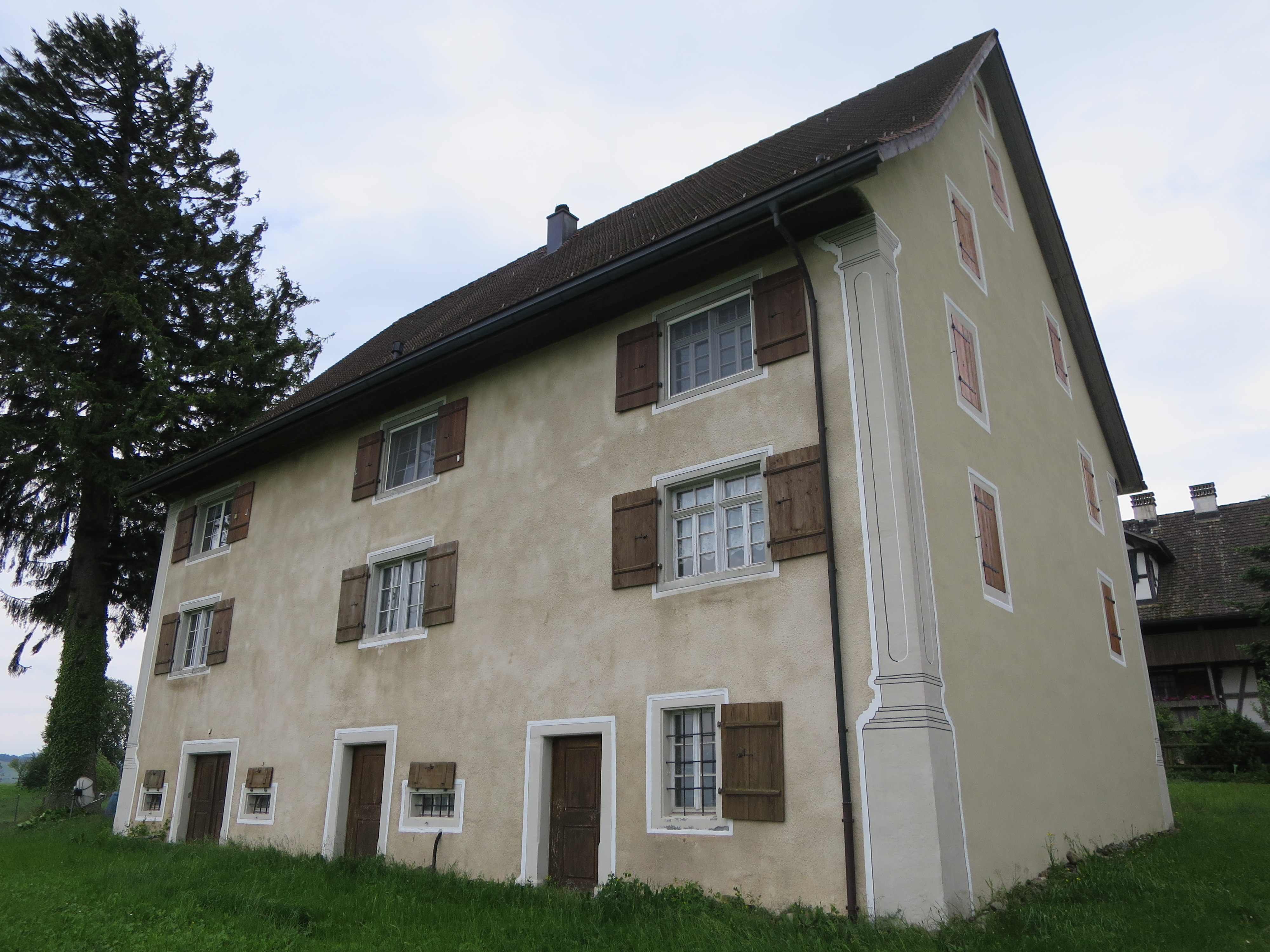
Haus in der Unteren Laubegg (1777) mit barocker Architekturmalerei an den Ecken
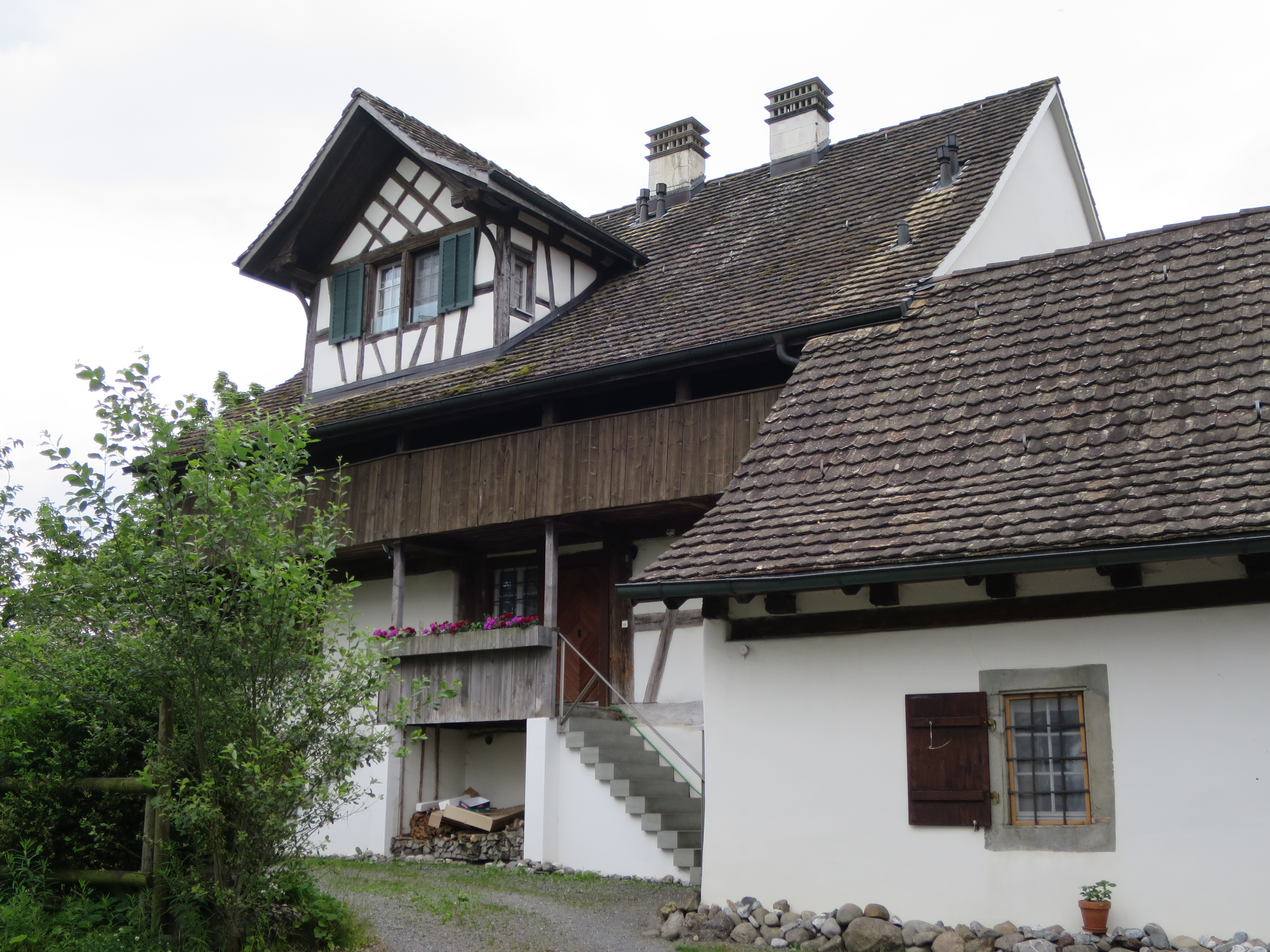
Fachwerkhaus in der Unteren Laubegg am Fusse des Hügels
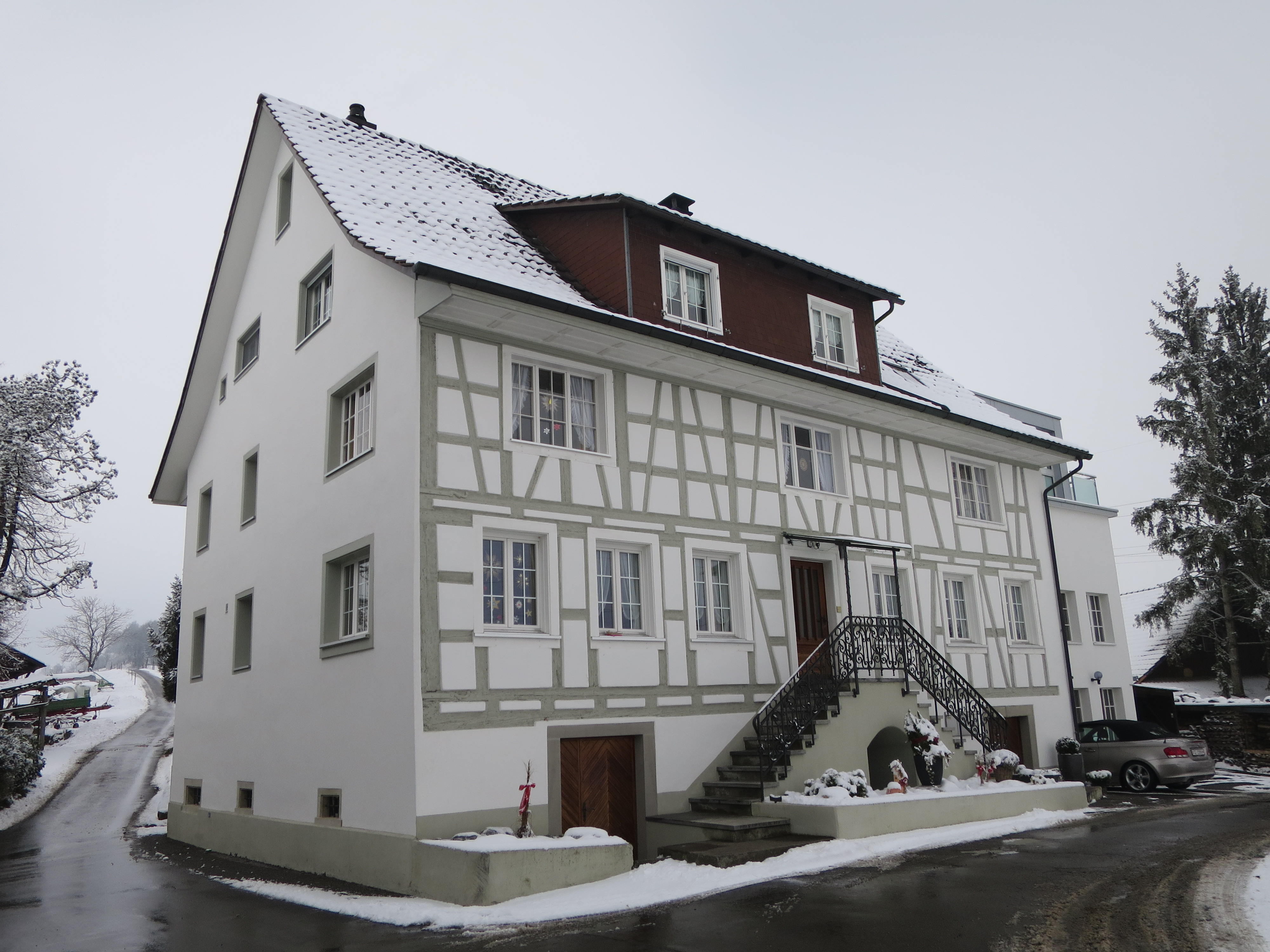
Fachwerkhaus im Weiler Seeli am Fusse des Hügels
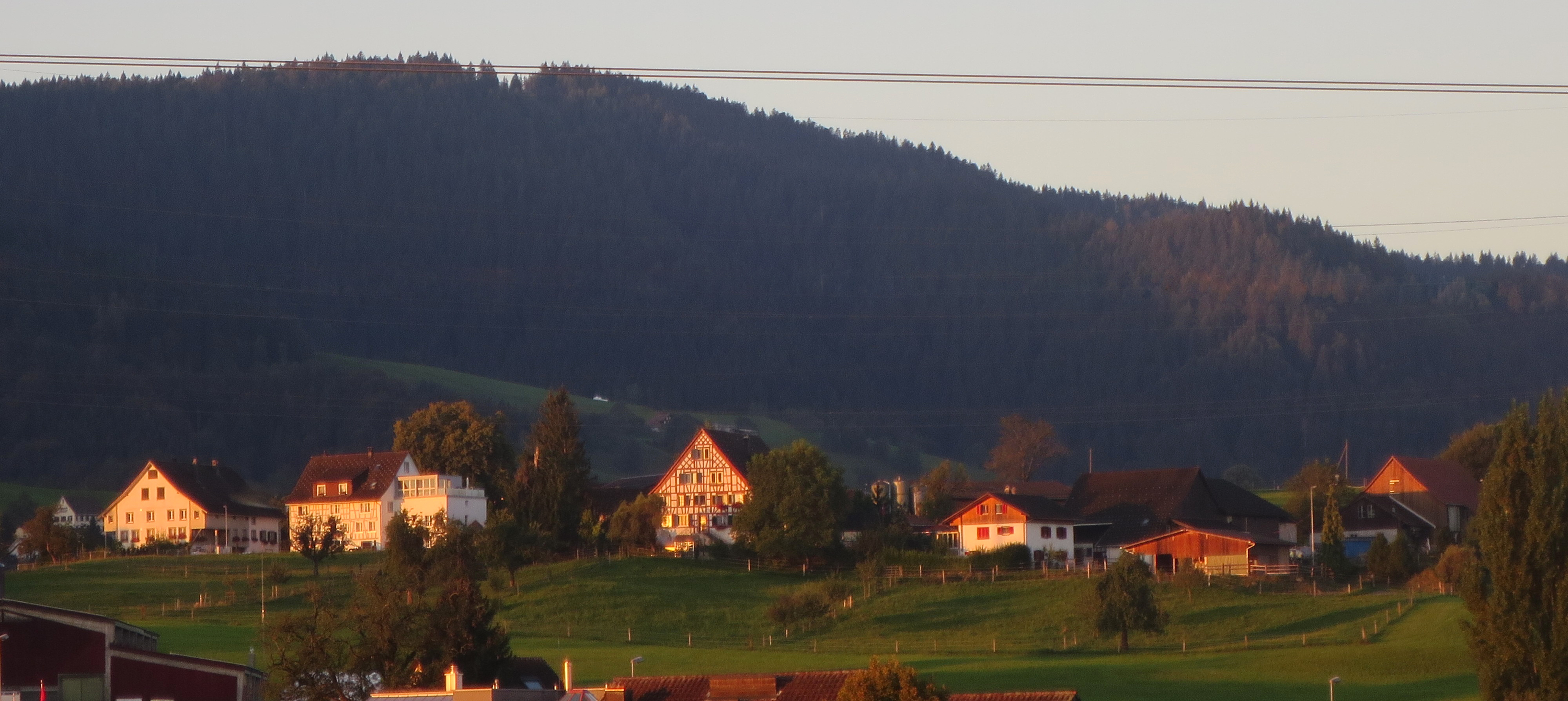
Der Weiler Seeli mit Höhronen im Morgenlicht

## Galerie

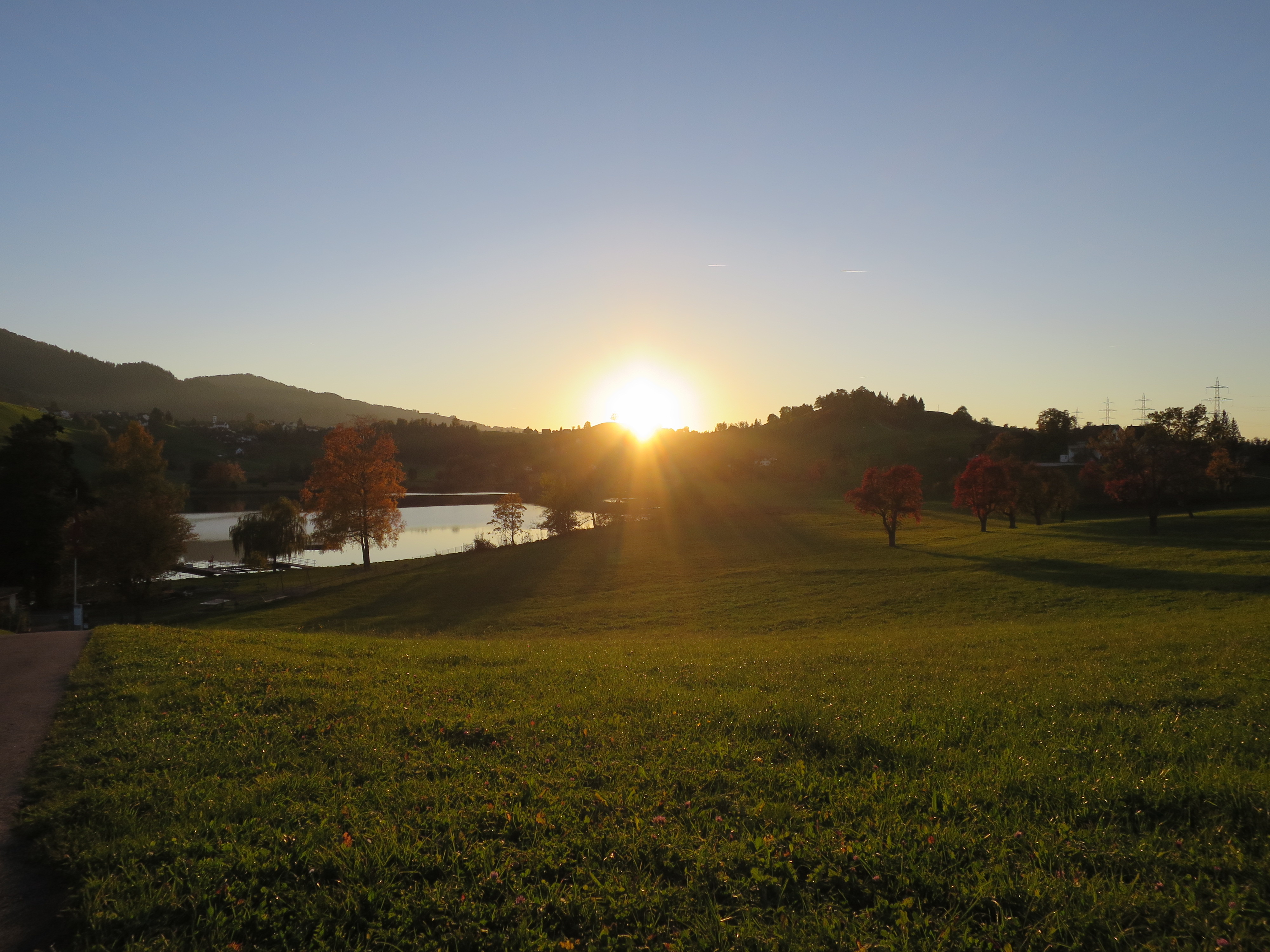
Ansicht des Hüttnersees von Westen mit Höhronen (links) und Laubegg (rechts)
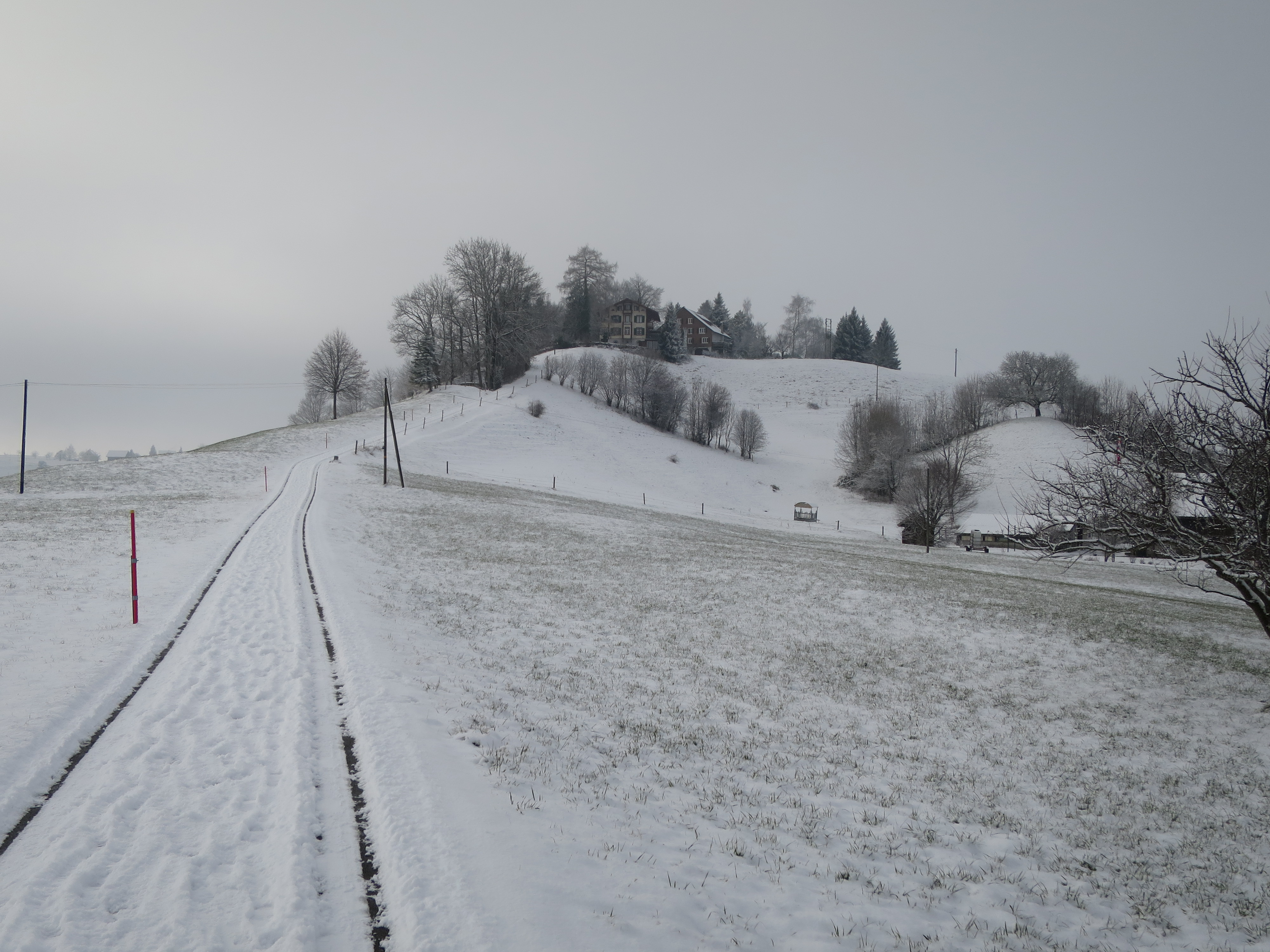
Ansicht von der Strasse zur Oberen Laubegg
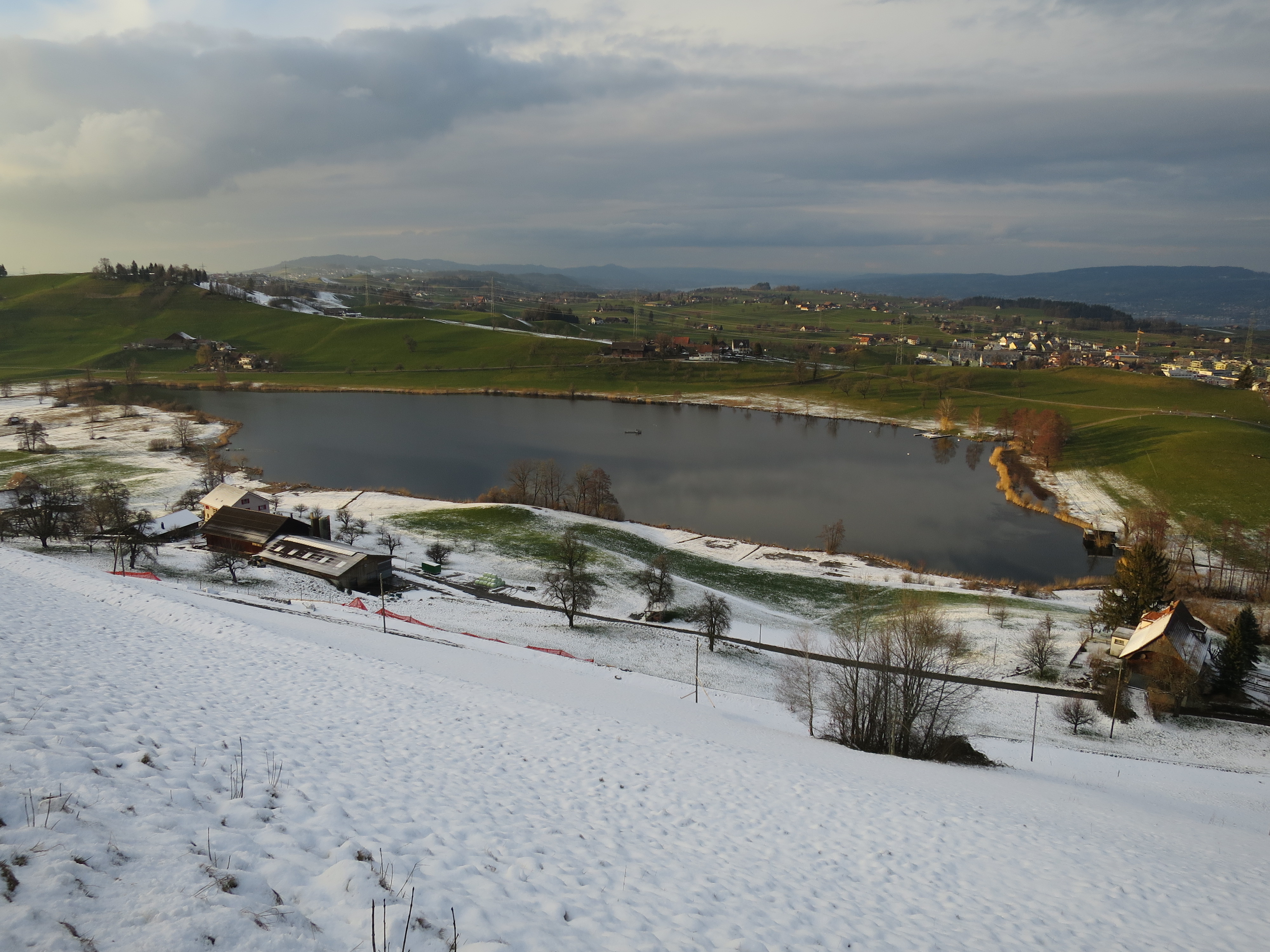
Ansicht von Süden mit Hüttnersee
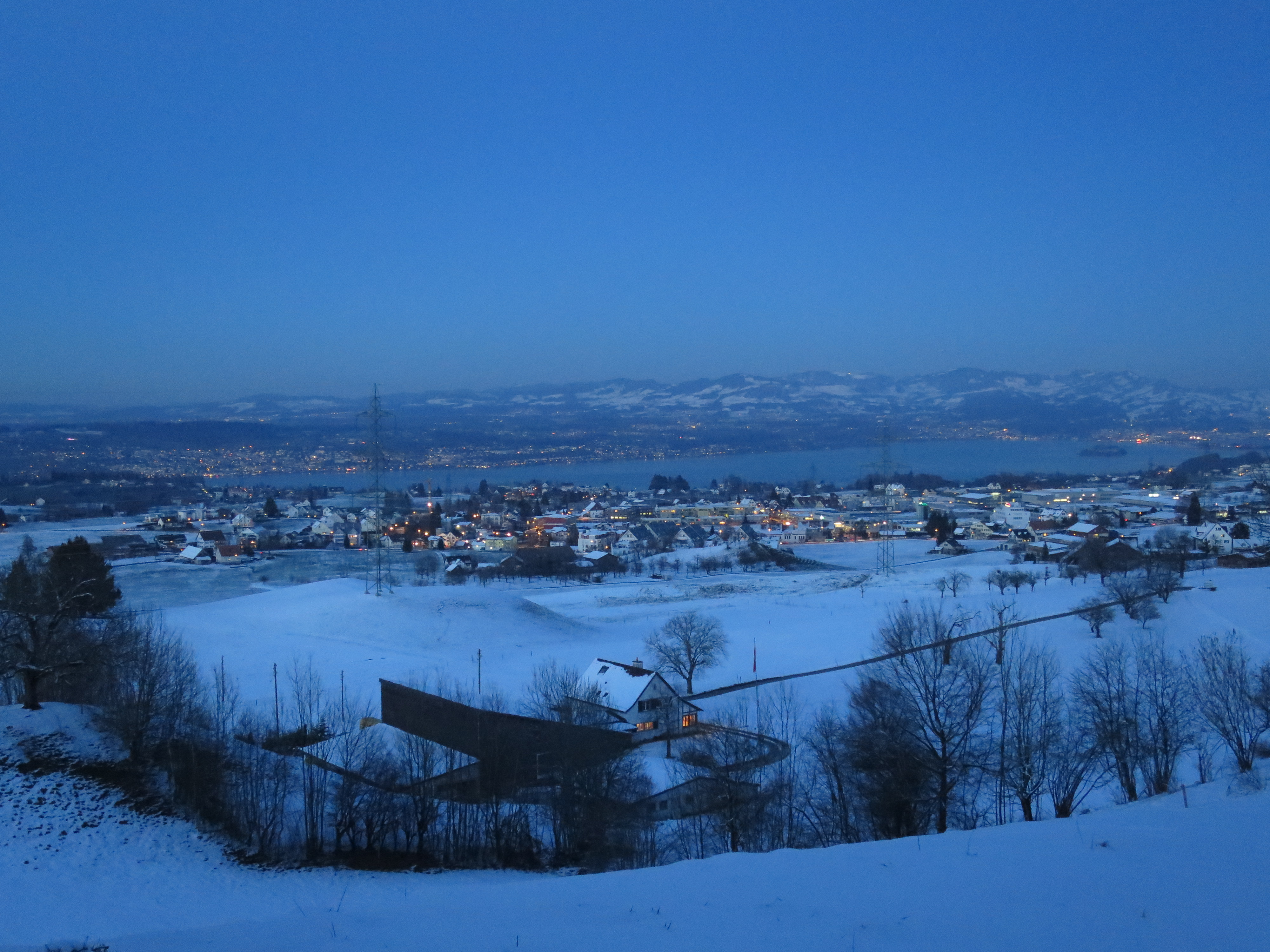
Aussicht auf Samstagern, Zürichsee und Alpen
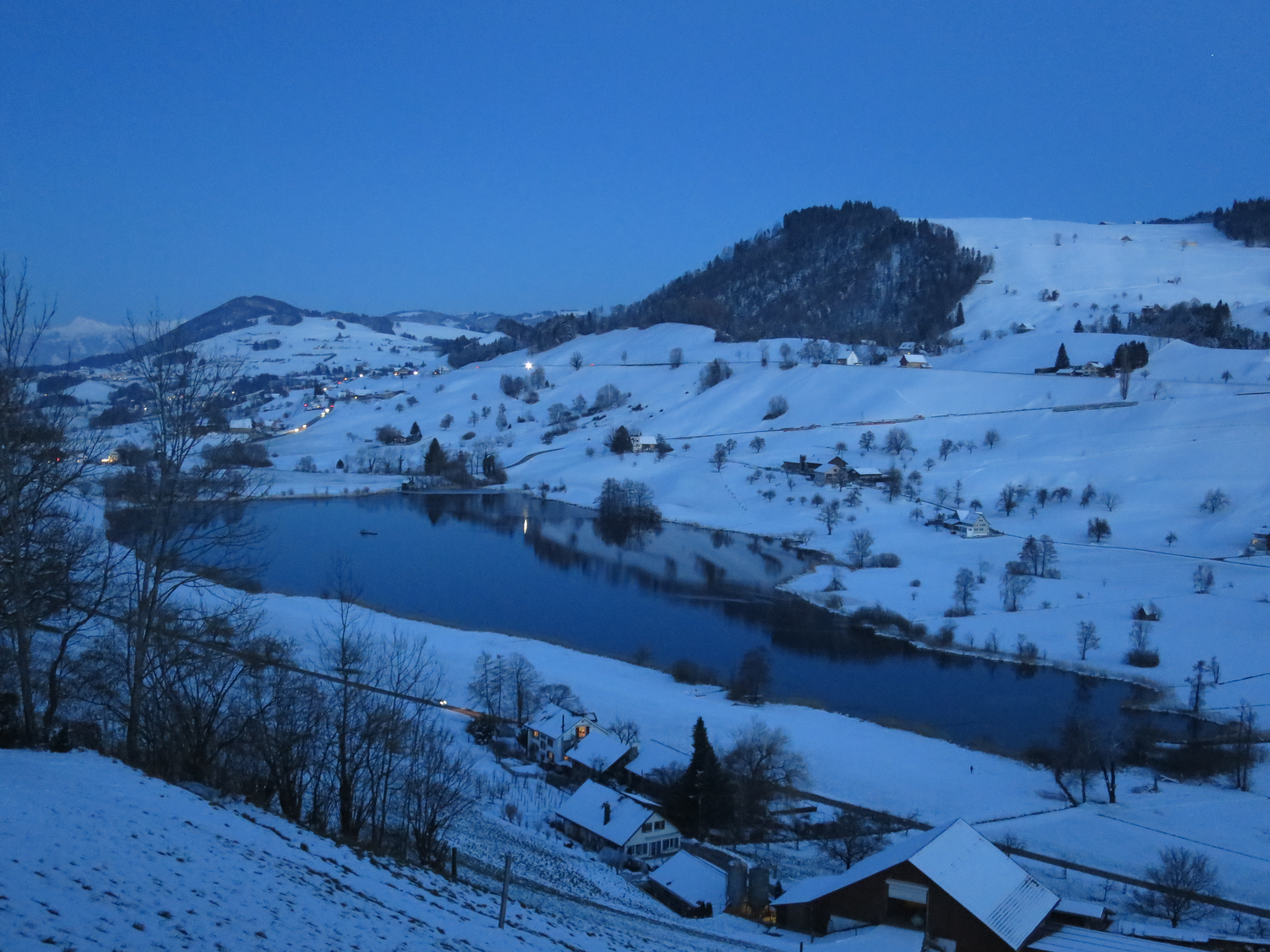
Aussicht auf Hüttnersee, Rossberg und Etzel
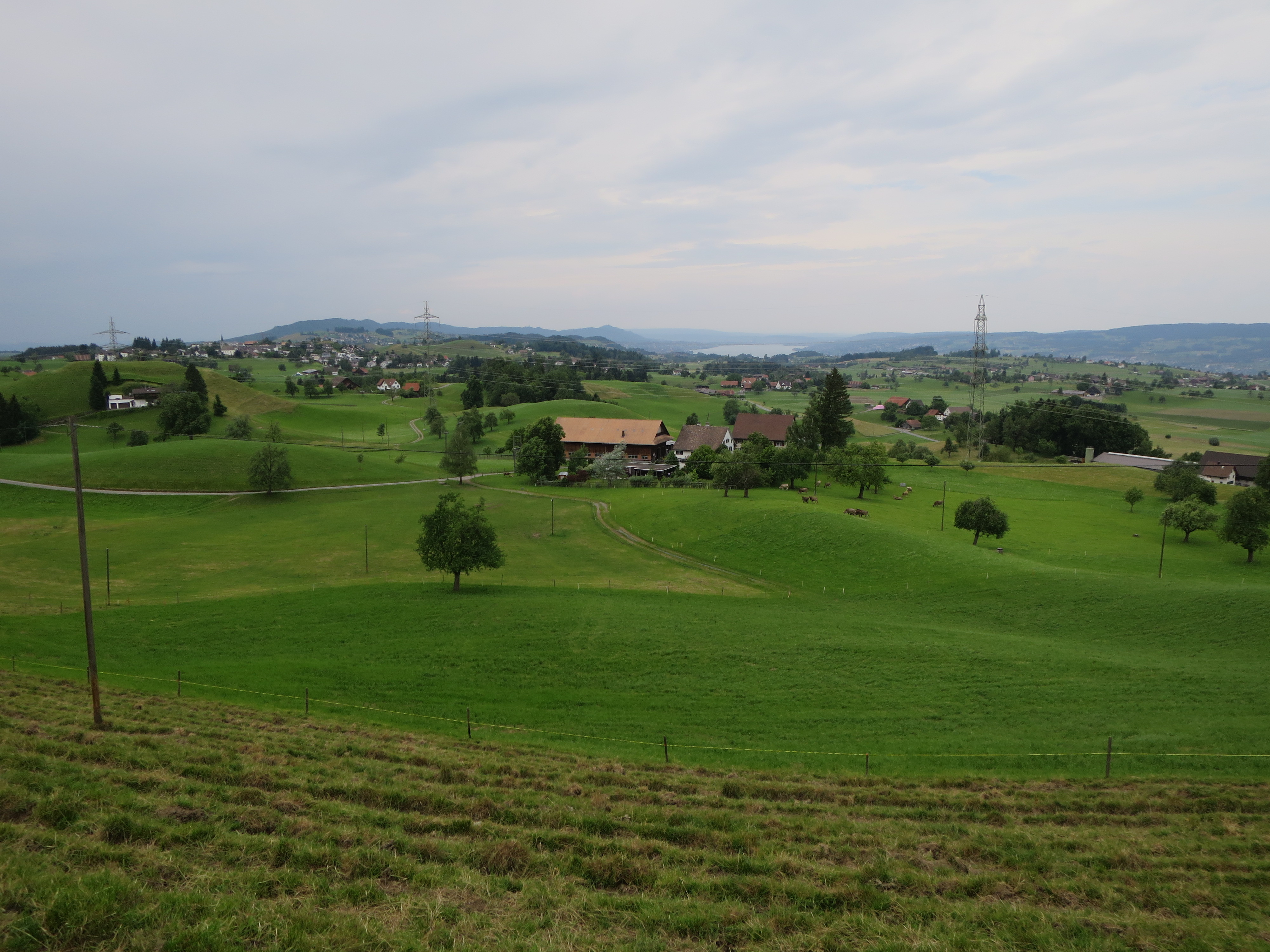
Aussicht auf Schönenberg und den Zürichsee
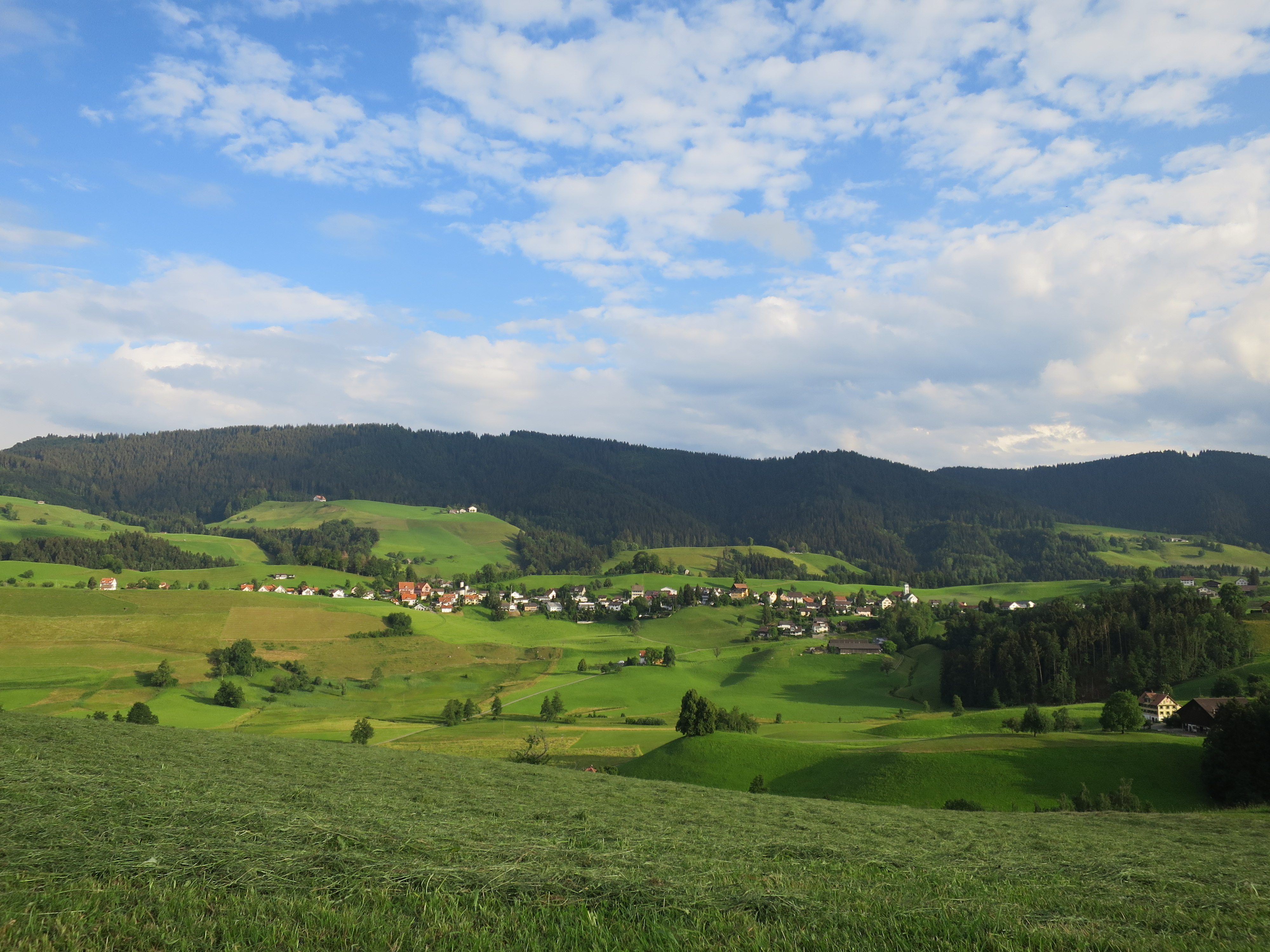
Aussicht vom höchsten Punkt auf Hütten und Höhronen